# Famitsu
Famitsu (яп. ファミ通, аббр. ファミ Fami) — японское игровое издание, издаваемое Kadokawa Game Linkage. Shuukan Famitsu (яп. 週刊ファミ通 Сю:кан Фамицу, букв. «Еженедельный Фамицу»), оригинальный журнал, считается наиболее уважаемым профильным изданием в Японии.

## История

Обложка первого выпуска журнала Famitsū, июнь 1986 года, тогда называемого Famicom Tsūshin

Первоначально Famicom Tsūshin (яп. ファミコン通信 букв. «Новости Famicom») являлся отдельной колонкой компьютерного журнала Login издательства ASCII. Обзоры, посвящённые играм для Famicom, выпускались с марта 1985 по декабрь 1986 года и получили положительный отклик от читателей журнала, благодаря чему издательство решило выделить раздел в отдельный журнал.
Первый выпуск Famitsū вышел 6 июня 1986 года под названием Famicom Tsūshin. Поначалу журнал был посвящён только платформе Famicom, однако редакторы скоро поняли, что не выдерживают конкуренции с другими изданиями, и приняли решение обозревать игры и для других платформ. 19 июля 1991 года журнал переименовался в Shūkan Famicom Tsūshin (яп. 週刊ファミコン通信 «Еженедельные новости Famicom») и стал выпускаться еженедельно. Тем не менее, было и ежемесячное издание Gekkan Famicom Tsūshin (яп. 月刊ファミコン通信 «Ежемесячные новости Famicom»).
Очередное переименование произошло в 1996 году, когда названия изданий сократилось до Shūkan Famitsū (яп. 週刊ファミ通 «Еженедельный Famitsū») и Gekkan Famitsū (яп. 月刊ファミ通 «Ежемесячный Famitsū»), так как к этому времени сокращение Famitsū стало общеупотребительным.
На протяжении 2000-х и 2010-х годов издание сменило владельца, сначала Enterbrain (2000—2013), а затем Kadokawa (2013—2017). С 2017 года издательством журнала занимается подразделение Kadokawa Game Linkage.

## Прочие
Famitsū в разное время выпускал отдельные журналы, целиком посвящённые определённым консолям.
- Famitsū PS (бывший PlayStation Tsūshin), который освещает всё, что связано с платформами Sony. Издавался с 1996 по 2010 год.
- Famitsū Wii+DS, который посвящён платформам Nintendo. Журнал ранее был известен как Famitsū 64, а затем как Famitsū Cube.
- Famitsū Xbox 360, который посвящён платформам Xbox и Xbox 360. Выпуск прекращён в 2013 году.
- Famitsū Wave DVD издаётся ежемесячно. Каждый журнал содержит DVD-диск (NTSC Region 2) с записанным видеоигровым материалом. Первоначально журнал назывался GameWave DVD. Выпуск прекращён в 2011.

## Оценки игр
Издание присуждает рейтинг игре на основании оценок четырёх сотрудников Famitsu (каждый присуждает игре оценку от 0 до 10). Таким образом, игра может получить рейтинг от 0 до 40 баллов. По состоянию на 2020 год, только 27 игр получило высшую оценку в 40 баллов, среди которых игры серий The Legend of Zelda, Metal Gear, Dragon Quest и Final Fantasy. Они перечислены в хронологическом порядке:
| Название                                       | Дата выхода | Платформа                                                        | Издатель                       | Примечания                                                    |
| ---------------------------------------------- | ----------- | ---------------------------------------------------------------- | ------------------------------ | ------------------------------------------------------------- |
| The Legend of Zelda: Ocarina of Time           | 1998        | Nintendo 64                                                      | Nintendo                       | [ 10 ]                                                        |
| Soulcalibur                                    | 1999        | Dreamcast                                                        | Namco                          | [ 11 ]                                                        |
| Vagrant Story                                  | 2000        | PlayStation                                                      | Square Co.                     | [ 11 ]                                                        |
| The Legend of Zelda: The Wind Waker            | 2003        | GameCube                                                         | Nintendo                       | [ 11 ]                                                        |
| Nintendogs                                     | 2005        | Nintendo DS                                                      | Nintendo                       | [ 11 ]                                                        |
| Final Fantasy XII                              | 2006        | PlayStation 2                                                    | Square Enix                    | [ 11 ]                                                        |
| Super Smash Bros. Brawl                        | 2008        | Wii                                                              | Nintendo                       | [ 12 ]                                                        |
| Metal Gear Solid 4: Guns of the Patriots       | 2008        | PlayStation 3                                                    | Konami                         | [ 13 ]                                                        |
| 428: Shibuya Scramble                          | 2008        | Wii                                                              | Sega                           | [ 14 ]                                                        |
| Dragon Quest IX: Sentinels of the Starry Skies | 2009        | Nintendo DS                                                      | Square Enix                    | [ 15 ]                                                        |
| Monster Hunter Tri                             | 2009        | Wii                                                              | Capcom                         | [ 16 ]                                                        |
| Bayonetta                                      | 2009        | Xbox 360                                                         | Sega/Platinum Games            | [ 17 ]                                                        |
| New Super Mario Bros. Wii                      | 2009        | Wii                                                              | Nintendo                       | [ 18 ]                                                        |
| Metal Gear Solid: Peace Walker                 | 2010        | PlayStation Portable                                             | Konami                         | [ 19 ]                                                        |
| Pokémon Black and White                        | 2010        | Nintendo DS                                                      | Nintendo                       | [ 20 ]                                                        |
| The Legend of Zelda: Skyward Sword             | 2011        | Wii                                                              | Nintendo                       | [ 21 ]                                                        |
| The Elder Scrolls V: Skyrim                    | 2011        | Xbox 360, PlayStation 3                                          | Bethesda Softworks             | Первая игра, разработанная не японской компанией              |
| Final Fantasy XIII-2                           | 2011        | Xbox 360, PlayStation 3                                          | Square Enix                    | [ 23 ]                                                        |
| Kid Icarus: Uprising                           | 2012        | Nintendo 3DS                                                     | Nintendo                       | [ 24 ]                                                        |
| Yakuza 5                                       | 2012        | PlayStation 3                                                    | Sega                           | [ 25 ]                                                        |
| JoJo's Bizarre Adventure: All Star Battle      | 2013        | PlayStation 3                                                    | Namco-Bandai                   | [ 26 ]                                                        |
| Grand Theft Auto V                             | 2013        | Xbox 360, PlayStation 3                                          | Rockstar Games                 | Вторая игра, разработанная не японской компанией              |
| Metal Gear Solid V: The Phantom Pain           | 2015        | Xbox 360, PlayStation 3, PlayStation 4, Xbox One                 | Konami                         | [ 28 ]                                                        |
| The Legend of Zelda: Breath of the Wild        | 2017        | Wii U, Nintendo Switch                                           | Nintendo                       | [ 29 ]                                                        |
| Dragon Quest XI: Echoes of an Elusive Age      | 2017        | Nintendo 3DS, PlayStation 4                                      | Square Enix                    | [ 30 ]                                                        |
| Death Stranding                                | 2019        | PlayStation 4                                                    | Sony Interactive Entertainment | [ 31 ]                                                        |
| Ghost of Tsushima                              | 2020        | PlayStation 4                                                    | Sony Interactive Entertainment | Третья игра, разработанная не японской компанией              |
| The Legend of Zelda: Tears of the Kingdom      | 2023        | Nintendo Switch                                                  | Nintendo                       | [ 32 ]                                                        |
| Like a Dragon: Infinite Wealth                 | 2024        | PlayStation 5, PlayStation 4, Xbox One, Xbox Series X/S, Windows | Sega                           | Тридцатая игра в истории, вторая игра в серии с оценкой 40/40 |